# Mañanet
Mañanet (en catalán: Manyanet) es una localidad perteneciente al municipio de Sarroca de Bellera, en la provincia de Lérida, comunidad autónoma de Cataluña, España. Hasta 1972 formaba parte del antiguo término de Benés.

## Historia
Se tiene constancia de la existencia de este pueblo ya en 1381, el cual pertenecía a la baronía de Erill.
En 1845 había 47 habitantes, los cuales bajaron hasta 25 en 1970, a 21 en 1981 y a solo uno en 1993. En la actualidad, se ha producido una notable recuperación poblacional. En 2005 el número de habitantes había aumentado hasta 18, aunque se redujo a 12 en 2019.